# 레이몽 클루망

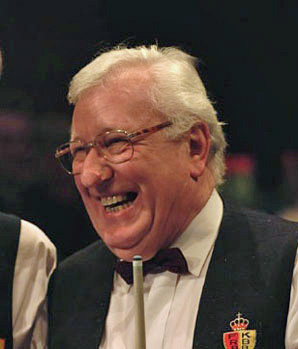

레이몽 클루망 (Raymond Ceulemans)는 당구선수이다. 1937년 7월 12일 벨기에 출생하여 7살때부터 당구를 시작, 23살에 첫 번째 벨기에 3쿠션 타이틀을 차지하였다. 현재까지 꾸준히 당구 선수 생활을 하고 있다. 그의 저서로는 'Mister 100' 이 있다. 이 책은 총 다섯개 국가의 언어로 번역되어 출간되었다.

## 주요이력
- 1978년 벨기에 올해의 스포츠맨 선정(당구선수로써 최초)
- 2001년 벨기에의 알버트 국왕에게 기사작위 수여(2003년 공식 작위식 거행)
- 현재 영국 축구클럽 맨체스터 유나이티드의 알렉스 퍼거슨 감독과 마찬가지로 그도 '경'이라 불림
- 세계 최초로 연간 그랜드 에버리지 1.5와 2.0에 도달한 선수
- 3쿠션 공식 하이런 28점(1998년)

## 수상경력
- 2001 UMB 월드챔피언십 3쿠션대회 우승
- 1992 CEB 유럽챔피언십 3쿠션대회 우승
- 1990 BWA 월드챔피언십 3쿠션대회 우승
- 1990 UMB 월드챔피언십 3쿠션대회 우승
- 1987 CEB 유럽챔피언십 3쿠션대회 우승
- 1987 BWA 월드챔피언십 3쿠션대회 우승
- 1985 UMB 월드챔피언십 3쿠션대회 우승
- 1983 CEB 유럽챔피언십 3쿠션대회 우승
- 1982 CEB 유럽챔피언십 3쿠션대회 우승
- 1981 CEB 유럽챔피언십 3쿠션대회 우승
- 1980 UMB 월드챔피언십 3쿠션대회 우승
- 1980 CEB 유럽챔피언십 3쿠션대회 우승
- 1979 UMB 월드챔피언십 3쿠션대회 우승
- 1979 CEB 유럽챔피언십 3쿠션대회 우승
- 1978 UMB 월드챔피언십 3쿠션대회 우승
- 1978 CEB 유럽챔피언십 3쿠션대회 우승
- 1977 UMB 월드챔피언십 3쿠션대회 우승
- 1977 CEB 유럽챔피언십 3쿠션대회 우승
- 1976 UMB 월드챔피언십 3쿠션대회 우승
- 1976 CEB 유럽챔피언십 3쿠션대회 우승
- 1975 UMB 월드챔피언십 3쿠션대회 우승
- 1975 CEB 유럽챔피언십 3쿠션대회 우승
- 1974 CEB 유럽챔피언십 3쿠션대회 우승
- 1973 UMB 월드챔피언십 3쿠션대회 우승
- 1972 UMB 월드챔피언십 3쿠션대회 우승
- 1972 CEB 유럽챔피언십 3쿠션대회 우승
- 1971 UMB 월드챔피언십 3쿠션대회 우승
- 1971 CEB 유럽챔피언십 3쿠션대회 우승
- 1970 UMB 월드챔피언십 3쿠션대회 우승
- 1970 CEB 유럽챔피언십 3쿠션대회 우승
- 1969 UMB 월드챔피언십 3쿠션대회 우승
- 1969 CEB 유럽챔피언십 3쿠션대회 우승
- 1968 UMB 월드챔피언십 3쿠션대회 우승
- 1968 CEB 유럽챔피언십 3쿠션대회 우승
- 1967 UMB 월드챔피언십 3쿠션대회 우승
- 1967 CEB 유럽챔피언십 3쿠션대회 우승
- 1966 UMB 월드챔피언십 3쿠션대회 우승
- 1966 CEB 유럽챔피언십 3쿠션대회 우승
- 1965 UMB 월드챔피언십 3쿠션대회 우승
- 1965 CEB 유럽챔피언십 3쿠션대회 우승
- 1964 UMB 월드챔피언십 3쿠션대회 우승
- 1964 CEB 유럽챔피언십 3쿠션대회 우승
- 1963 UMB 월드챔피언십 3쿠션대회 우승
- 1963 CEB 유럽챔피언십 3쿠션대회 우승
- 1962 UMB 월드챔피언십 3쿠션대회 우승
- 1962 CEB 유럽챔피언십 3쿠션대회 우승

## 저서
- Mister 100